# Mariah Bell
Mariah Cheyenne Bell (ur. 18 kwietnia 1996 w Tulsie) – amerykańska łyżwiarka figurowa, startująca w konkurencji solistek. Uczestniczka igrzysk olimpijskich (2022), uczestniczka mistrzostw świata i czterech kontynentów, medalistka zawodów z cyklu Grand Prix i Challenger Series, wicemistrzyni Stanów Zjednoczonych (2020).

## Osiągnięcia

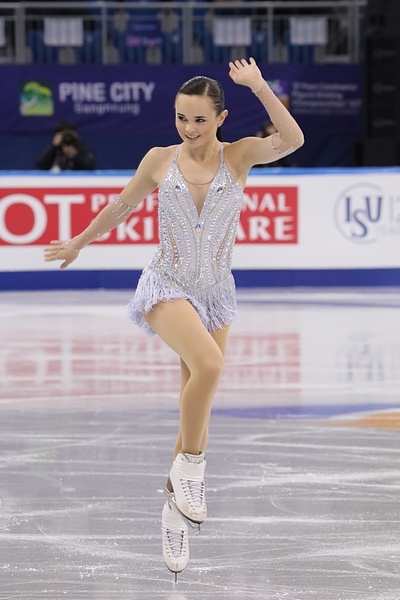
Bell podczas programu krótkiego na mistrzostwach czterech kontynentów 2017

| Zawody                                | 11–12          | 12–13          | 13–14          | 14–15          | 15–16          | 16–17          | 17–18          | 18–19          | 19–20          | 20–21          | 21–22          |                |                |                |                |                |                |
| Międzynarodowe                        | Międzynarodowe | Międzynarodowe | Międzynarodowe | Międzynarodowe | Międzynarodowe | Międzynarodowe | Międzynarodowe | Międzynarodowe | Międzynarodowe | Międzynarodowe | Międzynarodowe | Międzynarodowe | Międzynarodowe | Międzynarodowe | Międzynarodowe | Międzynarodowe | Międzynarodowe |
| ------------------------------------- | -------------- | -------------- | -------------- | -------------- | -------------- | -------------- | -------------- | -------------- | -------------- | -------------- | -------------- | -------------- | -------------- | -------------- | -------------- | -------------- | -------------- |
| Zimowe igrzyska olimpijskie           |                |                |                |                |                |                |                |                |                |                | 10             |                |                |                |                |                |                |
| Mistrzostwa świata                    |                |                |                |                |                | 12             | 12             | 9              | C              |                | 4              |                |                |                |                |                |                |
| Mistrzostwa czterech kontynentów      |                |                |                |                |                | 6              | 5              | 6              |                |                |                |                |                |                |                |                |                |
| GP Internationaux de France           |                |                |                |                |                |                |                |                | 3              |                | 6              |                |                |                |                |                |                |
| GP NHK Trophy                         |                |                |                |                |                |                | 9              | 5              |                |                |                |                |                |                |                |                |                |
| GP Rostelecom Cup                     |                |                |                |                |                |                |                |                | 3              |                | 4              |                |                |                |                |                |                |
| GP Skate America                      |                |                |                |                | 8              | 2              |                |                |                | 1              |                |                |                |                |                |                |                |
| GP Skate Canada International         |                |                |                |                |                |                |                | 4              |                |                |                |                |                |                |                |                |                |
| CS Golden Spin Zagrzeb                |                |                |                | 8              |                |                |                | 3              |                |                | WD             |                |                |                |                |                |                |
| CS Memoriał Ondreja Nepeli            |                |                |                |                | 13             | 3              |                |                |                |                |                |                |                |                |                |                |                |
| CS Nebelhorn Trophy                   |                |                |                | 5              |                |                |                | 4              | 1              |                |                |                |                |                |                |                |                |
| CS Tallinn Trophy                     |                |                |                |                |                | 4              |                |                |                |                |                |                |                |                |                |                |                |
| CS U.S. International Classic         |                |                |                |                | 6              | 2              | 5              |                |                |                |                |                |                |                |                |                |                |
| Międzynarodowe: Kategorie młodzieżowe |                |                |                |                |                |                |                |                |                |                |                |                |                |                |                |                |                |
| JGP w Meksyku                         |                |                | 3              |                |                |                |                |                |                |                |                |                |                |                |                |                |                |
| JGP w Polsce                          |                |                | 7              |                |                |                |                |                |                |                |                |                |                |                |                |                |                |
| Gardena Trophy                        |                | 2 J            |                |                |                |                |                |                |                |                |                |                |                |                |                |                |                |
| Krajowe                               |                |                |                |                |                |                |                |                |                |                |                |                |                |                |                |                |                |
| Mistrzostwa Stanów Zjednoczonych      | 5 J            | 2 J            | 13             | 6              | 11             | 3              | 5              | 3              | 2              | 5              | 1              |                |                |                |                |                |                |
| Zawody drużynowe                      |                |                |                |                |                |                |                |                |                |                |                |                |                |                |                |                |                |
| World Team Trophy                     |                |                |                |                |                |                |                | 1 T 6 P        |                |                |                |                |                |                |                |                |                |